# Winterkleed

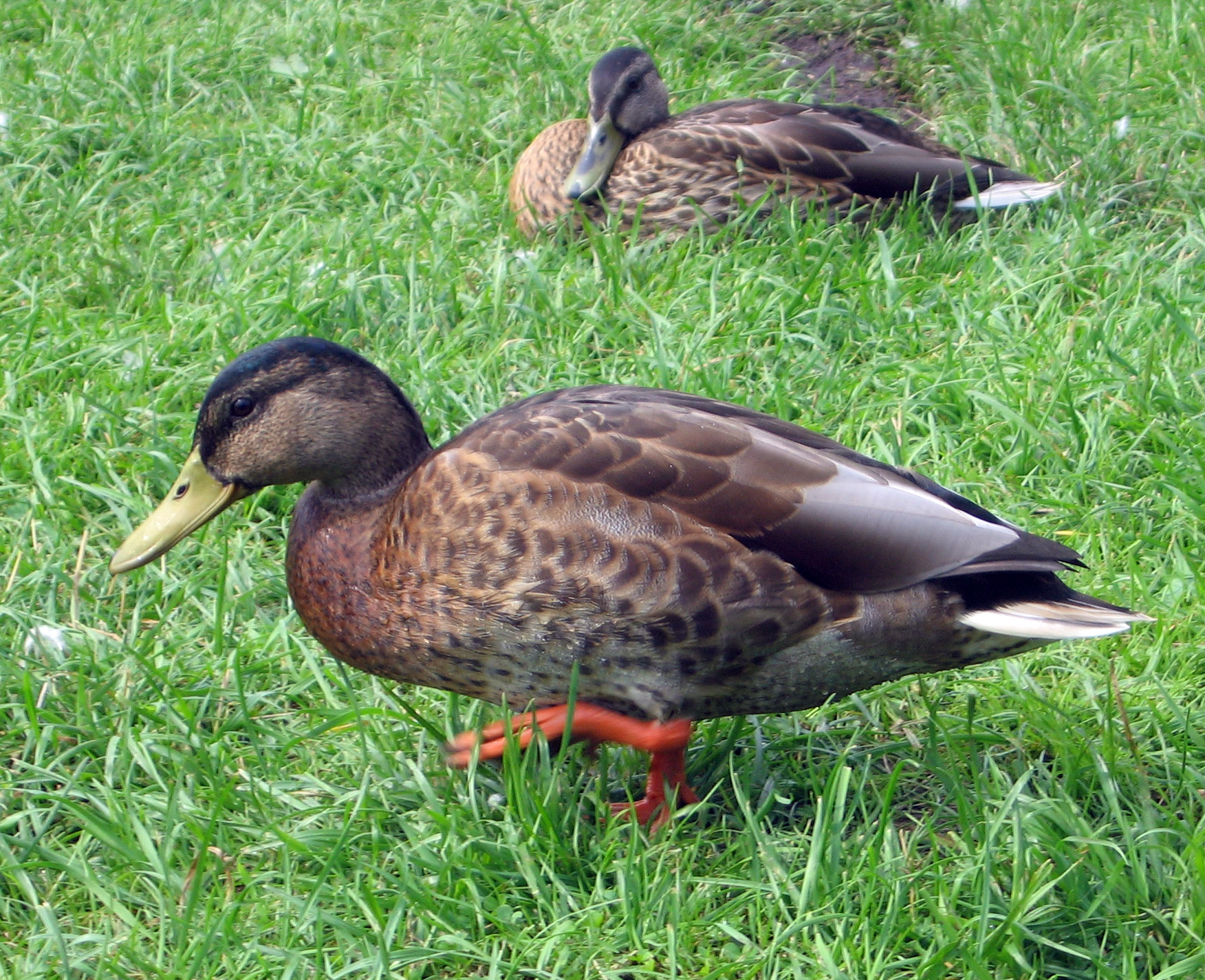
Wilde eenden in eclipskleed

Het winterkleed is met name bij vogels het verenkleed dat de vogel aanneemt buiten het broedseizoen.
Bij sommige vogels kan het uiterlijk in de winter sterk verschillen van de dracht in het broedseizoen. Voorbeelden zijn de duikers, zoals de ijsduiker of de steltlopers zoals de kanoetstrandloper. Het zijn vaak trekvogels waarbij de verschillen groot zijn. In het broedseizoen trachten de dieren indruk te maken op hun partner. Tijdens de trek loont het minder opvallend te zijn, omdat de vogel onderweg in de regel meer aan gevaren blootstaat dan op de, meestal vanwege zijn veiligheid uitgezochte, broedplaats. Vogels die in de Lage Landen als wintergast of doortrekker verschijnen zijn altijd in winterkleed.
Sommige soorten, zoals eenden, gaan in de herfst weer langzaamaan over naar hun zomerkleed dat ze vanaf de winter tot in de lente dragen. Na het broeden ruien ze in de zomer en zijn ze in het minder opvallende eclipskleed. 